# 이건 (소방공무원)
이건(李健_YI, KON), 1970년 9월 3일~)은 DJ 국민의 정부 시대에 서울구로소방서 소방관리홍보교육관 등을 지냈었던, 대한민국 전직 소방공무원이었으며 현재는 대학 교수 겸 교육인이기도 하다.
현재는 주한 미 공군 오산기지소방서 선임소방검열관 직으로서 화재예방, 인가 및 허가, 건축도면 검토, 홍보, 소방교육, 위험물 관리 등의 업무를 현재 수행하고 있다.

## 생애
1995년 8월부터 2001년 9월까지 서울 구로소방서에서 소방공무원으로 근무하였다. 이후 강원도 춘천 미 육군 캠프 페이지 (Camp PAGE) 소방서에서 근무했으며, 2005년 주한 미 공군 오산기지소방서에 합류했다.

## 경력서울 구로소방서 (1995-2001)
- 강원도 춘천 주한 미 육군 캠프페이지 소방서 (2001-2005)
- 경기도 오산 주한 미 공군 오산기지소방서 (2005-현재)

## 학력
- 2012년 Columbia Southern University 산업 안전 및 보건 과학 석사[3]
- 2005년 Columbia Southern University 소방 과학 학사 학위[3]

## 미 국방부 소방 자격증
- Firefighter I, II
- Airport Firefighter
- Driver - Pumper, Tanker, Aerial, Mobile Water Supply
- Fire Instructor I, II, III
- Fire Officer I, II, III, IV
- Fire Inspector I, II, III
- Hazardous Material Awareness, Operations, Technician, Incident Commander, HAZMAT Safety Officer
- Plans Examiner
- Fire Department Health and Safety Officer
- Incident Safety Officer
- Fire and Life Safety Educator I, II
- Incident Command System 300, 400 Train the Trainer
- Public Tele-communicator I, II

## 활동
- 전) 오산대학교 소방안전관리과 겸임교수
- 중앙소방학교, 경기도소방학교, 방재시험연구원 등 외래교수
- 전) 한국화재보험협회 한국화재안전기준(KFS) 전문위원
- 전) 소방청 소방공무원 보건안전 및 복지정책 심의위원 (2021-2024)
- 소방칼럼니스트 (경향신문, 세이프타임즈, 오마이뉴스, 소방방재신문 등)
- 브런치 작가
- 전) 국가자격시험 출제위원
- 2018년 충주세계소방관경기대회 명예홍보대사
- 2016 ~ 현재 한국도핑방지위원회(KADA) 도핑검사관
- 2017년 평창동계올림픽 테스트이벤트 샤프롱 매니저
- 2017년 제44회 아부다비 국제기능올림픽 통역봉사요원
- 2018년 평창동계올림픽 슬라이딩센터 도핑관리실 매니저
- 2018년 창원세계사격선수권대회 도핑검사관
- 2019년 광주세계수영선수권대회 도핑검사관, 하이다이빙 도핑관리실 매니저
- 2019년 제45회 러시아 카잔 국제기능올림픽 통역봉사요원
- 2021년 2020 도쿄하계올림픽 국제도핑검사관 (YOKOHAMA Baseball Stadium)
- 2022년 베이징동계올림픽 국제도핑검사관 (YANQING National Sliding Centre)
- 2022년 하노이 제31회 동남아시아경기대회 국제도핑검사관
- 2022년 프랑스 보르도 스페셜 에디션 국제기능올림픽 통역봉사요원
- 2023년 프놈펜 제32회 동남아시아경기대회국제도핑검사관
- 2024년 강원 청소년동계올림픽 도핑관리실 매니저 (슬라이딩센터, 아이스스하키, 컬링)
- 2024년 프랑스 파리하계올림픽 국제도핑검사관 (예정)

## 저서
- 주한미군 취업가이드 (해드림출판사, 2013)
- 미국소방 연구보고서 (해드림출판사, 2014)[4]
- 이건의 재미있는 미국소방이야기 (해드림출판사, 2018)
- 나는 매일 미국으로 출근한다 (브런치북, 2020)
- 어쩌다 야간 경비원이 되었다 (브런치북, 2021)
- 미국소방검사 매뉴얼 (브런치북, 2022)
- 2022 베이징동계올림픽 참가기 (브런치북, 2022)
- 좌충우돌, 국제 도핑검사관 활약기 (브런치북, 2022)
- 소방관이 본, 영화 속 소방 이야기 (브런치북, 2022)
- B급 통역의 국제기능올림픽 도전기 (브런치북, 2022)
- 안전책임사회 (브런치북, 2023)
- 도핑검사하러 캄보디아에 갑니다 (브런치북, 2023)
- 2024 청소년동계올림픽 참가기 (브런치북, 2024)
- 스포츠 도핑 (공저. 가나출판사, 2024)

## 칼럼
- 경향신문 (2014-2015)[5] 이건의 소방이야기
- 세이프타임즈 (2015-2016) 이건의 이슈분석
- 오마이뉴스 (2016-2017)[6] 이건의 재미있는 미국소방이야기
- 소방방재신문 (2021) 이건 칼럼
- 오마이뉴스 (2021-2022) [소방으로 통하다] 미국 소방검사 매뉴얼
- 오마이뉴스 [소방관이 본, 영화 속 소방이야기] 연재

## 뉴스 및 방송출연
- 오마이뉴스 (2014. 7. 2) 대통령 한 마디에 뚝딱뚝딱... 강박관념 버려야 [119를 구하라④] 이건 주한 미공군 오산기지 선임소방검열관
- 뉴스타파 (2018. 5. 21) 목격자들 "소방관을 위한 119는 없다"
- 안전보건공단 공식 블로그 (2018. 11. 1) [감정노동Issue] 소방관이 듣고 싶은 한마디 - 이건 선임소방검열관
- 뉴스투데이 (2017. 11. 11) [심층 인터뷰] 이건 선임소방검열관, 직업으로서의 소방관은 ‘꿈’과 ‘좌절’의 양극단을 체험
- 중앙일보 "탐사하다" (2019. 5. 10) 3초 후면 연기 가득···불나면 위험한 영화관 여기
- 오마이뉴스 (2014. 7. 2) 대통령 한 마디에 뚝딱뚝딱... 강박관념 버려야 [119를 구하라④] 이건 주한 미공군 오산기지 선임소방검열관
- 중앙일보 (2015. 12. 1) 한국, 형식적 ‘공상’ 심사 … 미국선 직업병 인정
- JTBC [탐사플러스] "실적 경쟁 때문에"…119 '부정출발' 꼼수까지
- YTN (2021. 2. 3) "백신 맞았습니다"...주한미군 소방관에게 듣는 '접종 후기'
- 일요신문 (2018. 11. 9) ‘소방관 구하는 소방관’ 동료 소방관 구출팀(RIT)를 아시나요?
- 중앙Sunday (2015. 10. 25) “미국선 소방관 영웅 대접, 한국선 극한 직업으로 여겨”
- SBS 스페셜 (2016. 4. 24) 슈퍼맨의 비애, 소방관의 SOS
- TBS e-FM ‘This Morning' 라디오 인터뷰 with Alex Jensen
- YTN "백신 맞았습니다"...주한미군 소방관에게 듣는 '접종 후기'
- 오마이뉴스 (2022. 01. 07) "반복되는 물류창고 화재, "'새로운 매뉴얼'은 답 아니다"
- 뉴시스 (2022. 10. 06) "23층 높이 고가사다리차 전국 19대 불과...고층 건물 화재 대처될까"
- 한겨레 (2023. 9. 27) "소방관 공상 승인, 전담 TF 출범했지만... 담당자 3명뿐"
- 대한체육회 TV (2023. 12. 21) "이건 국가 기밀이라 비밀인데... 도핑검사관이자 주한미군 소방검열관으로 일하는 이건의 인생그래프"
- 채널A (2024. 2. 11) "소방관 희생 막자" 해법 내놓는 각국

## 수상
- 제주세계자연보전총회 자원봉사자 수기부문 대상 환경부장관상 (2012)
- 119 소방의날 소방청장상 (2017)
- 오마이뉴스 이달의 새뉴스게릴라상 (2017)
- 제74주년 경찰의날 경찰청장 표창 (2019)
- 소방청장 표창 (2019)
- 한국도핑방지위원회 위원장 표창 (2019)
- 행정안전부장관 표창 (2021)